# Gilet
Pour les articles homonymes, voir Gilet (homonymie).
Un gilet est un vêtement avec ou sans manche qui se porte sur le haut du corps et se ferme à l'avant par des boutons ou une fermeture éclair. Il s'arrête à la taille. Le cardigan, qui est appelé couramment gilet, désigne tous les lainages qui se ferment devant par un boutonnage et sont dotés de manches.

## Histoire
Son origine remonte à la première moitié du XVIIe siècle : il s'associe alors à une veste longue, le justaucorps. Encore rare sous Louis XIII, il se développe sous Louis XIV : le gilet est porté à mi-cuisse et appelé « veste » alors que le justaucorps est ample et long, le tout orné de nombreux boutons et porté ouvert à partir de la taille, favorisant ainsi les mouvements. À cheval, ce vêtement permet de garder quelques cartouches. Sous le règne de Louis XV, les basques du gilet s'évasent, se portant toujours déboutonnées. Sous Louis XVI, il prend la forme connue de nos jours, raccourcie, parfois fermé en bas et ouverte haut.
Il tient son nom de Louis XVI qui donna ce nom à une veste collante sans manches, boutonnée sur le devant, souvent brodée et qui se porte sous la veste (souvent appelée veston).
Jusque dans les années 1930, la chemise étant considérée comme un sous-vêtement, le costume masculin était dit « trois pièces » (dont le gilet), réalisées dans le même drap.

## Description
Il s'ouvre sur le devant et se ferme par des boutons classiques, des boutons à pression ou une fermeture éclair. Il se porte généralement sur quelque chose : (chemise, chemisier, sous-pull, tee-shirt, etc.).
Un gilet désigne aussi une veste en tricot à manches longues, ouverte sur le devant.
Dans certaines régions de France et au Québec, le terme gilet peut aussi désigner tout type de chandail.

## Gilet tactique
Un gilet tactique comporte diverses poches et compartiments qui servent à transporter de l'équipement léger directement sur la tenue : poches porte‑chargeurs, poches à grenades, à talkie‑walkie, etc. Il est de plus en plus régulièrement utilisé par les forces armées de nombreux pays, par les groupes d'intervention des forces de l'ordre (GIGN, GIPN, SWAT, GSG9, …) et aussi par les joueurs d'airsoft.